# 海軍艦政本部
海軍艦政本部（かいぐんかんせいほんぶ、旧字体：海󠄀軍艦政本部）とは、海軍大臣に隷属し、造艦・造兵・造機に係わる事務を司った大日本帝国海軍の官衙(官庁)であり、海軍省の外局の一つ。艦政本部長には、原則として海軍中将が就任した。1923年（大正12年）以降は研究機関として海軍技術研究所を併設。また欧米の海軍技術研究や国内造船造兵企業の指導監督のために造船造兵監督長・造船造兵監督官を派遣した。1945年（昭和20年）11月の海軍省廃止と共に廃止された。

## 太平洋戦争時の組織
- 第一部：砲熕部（大砲）
- 第二部：水雷部
- 第三部：電気部（無線、電探）
- 第四部：造船部
- 第五部：造機部（機関）
- 第六部：航海部
- 第七部：潜水艦部

1938年（昭和13年）から1943年（昭和18年）までの5年間、上記の7部門に分かれていた。
1900年（明治33年）に設置した当時は、造兵（第一部）・燃料（第二部）・造船（第三部）・造機（第四部）であった。1915年（大正4年）に造兵部門を細分化し、燃料部門を廃止して5部に再編され、以後は部の新設と廃止を繰り返している。この際、部は欠番が出ないように（たとえば第二部を廃止する場合、第二部が欠番となるのではなく、末尾の第七部を新しい第二部にスライドして第七部を廃止する）改番が頻繁に行われている。
そのため、最後に設置された潜水艦部の場合、第七部（1920年）→第三部（1923年）→第二部（1927年）→第五部（1928年）→第六部（1933年）→第七部（1938年）と頻繁に改番が繰り返されている。しかし変わるのは部署の番号のみで、分掌も変わらず、スタッフも多くが留任している。
1943年（昭和18年）に第七部が海軍省直轄の潜水艦部として独立したため、終戦時には第六部までの6部制となったほか、商船の戦時急造を推進するために臨時商船班を増設した。同様の事例に、1919年（大正8年）に新設した第六部（航空部門）がある。新設から4年後の1923年（大正12年）に航空本部が開かれたため、この中核組織として第六部が譲渡された。

## 沿革史
- 明治13年11月11日　艦船・兵器開発を管轄するため、海軍省に「主船局」を設置する。
- 明治17年12月16日　機関・燃料・機械工学を管轄するため、外局として「機関本部」を設置する。
- 明治19年1月29日　主船局と機関本部を統合し、海軍省に「艦政局」を設置する。
  - 艦政局の諮問機関として「造船会議」「兵器会議」を設置する。
- 明治22年3月8日　艦政局を「第二局」に改称する（軍務局を第一局、経理局を第三局）。
  - 造船会議と兵器会議を統合し「技術会議」に再編する。
- 明治26年　下瀬雅允技師が発明した「下瀬火薬」を採用する。
  - 5月20日　第二局を廃止し、分掌を第一局に移管する。
- 明治31年3月30日　造船造兵監督官令が制定される。
- 小田喜代蔵中佐（軍令部部員）が発明した「小田式自働繋維器」を採用する。
- 明治33年5月20日　外局として「海軍艦政本部（初代）」を設置する。
- 明治33年　伊集院五郎少将（軍令部次長）の研究グループが開発した「伊集院信管」を採用する。
- 明治34年　宮原二郎機関総監（艦政本部第四部長）が開発した「宮原式水管缶」を採用する。
- 明治36年11月10日　海軍鎮守府管轄の造船廠・兵器廠を再編し、艦政本部管轄の「海軍工廠」を設置する。
- 大正3年1月23日　シーメンス事件発覚。前本部長松本和中将が収賄罪で懲役3年・懲戒免官の処罰を受ける。
- 大正4年10月1日　行政部門を海軍省に新設した「艦政部」に移管し、研究・生産部門を「海軍技術本部」に改編する。
  - 五部制に改編（第一部：砲熕、第二部：水雷・航海・航空、第三部：電気、第四部：造船、第五部：造機）
  - 海軍技術本部の設置により魚形水雷改良調査委員会、敷設水雷改良調査委員会、無線電信調査委員会、艦型艤装調査委員会は同日付で解散[3]。
- 大正5年4月1日　艦政部を拡大し、「艦政局」に改編する。
- 大正8年4月　海軍火薬廠設置。
- 大正8年12月1日　第二部から航空部が独立し、第六部を新設する。
- 大正9年8月1日　八八艦隊完成予算が公布され、技術本部の研究が本格化する。
  - 10月1日　艦政局と技術本部を再統合し、「海軍艦政本部（二代）」を設置する。
  - 潜水艦部として第七部を新設する。
- 大正11年2月6日　ワシントン軍縮条約調印。艦船建造凍結にともなう民間造船所の救済措置を講じる。
- 大正12年4月1日　造兵廠・艦型試験所を統合し、「海軍技術研究所」を設置する。
  - 航空部を廃止する。電気部を第一部に統合する。
  - （第三部を埋めるために潜水艦部が第三部にスライド。第六部・第七部を廃止）
- 昭和2年4月5日　航空兵器・作戦研究のため「海軍航空本部」を設置する。
  - 水雷・航海兵器部を第一部に統合する。最も規模が縮小され四部制となる。
  - （第二部を埋めるために潜水艦部を第二部、造船部を第三部、造機部を第四部にスライド）
- 昭和3年3月1日　一時統合された電気部が復活し、五部制となる。
  - （第二部に割り込んだため、潜水艦部が旧第二部から第五部にスライド）
- 昭和5年4月22日　ロンドン軍縮会議調印。艦船の小型化・重装備化のため研究・生産が本格化する。
- 昭和6年　第一次海軍補充計画。最上型・初春型など小型・重装備艦艇を計画する。
- 昭和8年4月1日　一時統合された水雷・航海部が復活し、六部制となる。
  - （第二部に割り込んだため、電気部が第三部、造船部が第四部、造機部が第五部、潜水艦部が第六部にスライド）
- 昭和9年　第二次海軍補充計画。蒼龍・飛龍・利根型など航空機運用艦を計画する。
  - 3月12日　友鶴事件発生。杉政人本部長が5月10日に引責辞任。
- 昭和10年9月26日　第四艦隊事件発生。
- 昭和12年　第三期海軍補充計画。大和・武蔵・翔鶴・瑞鶴など主力艦を計画する。
- 昭和13年11月15日　機雷・音響兵器部を新設し、最大規模の七部制に戻る。
  - （第六部に割り込んだため、潜水艦部が第七部にスライド）
- 昭和14年　第四期海軍補充計画。信濃・阿賀野・秋月・島風など補助艦を計画する。
- 昭和17年　太平洋戦争開戦のため第五次海軍補充計画を改定。
- 昭和18年5月1日　潜水艦部を海軍省に移管し六部制に縮小し、終戦まで体制を維持する。
- 昭和20年3月1日　艦船建造計画を縮小し、航空強化のために航空本部へ人員派遣。占有していた資材・工場を航空用に転用する。
  - 11月30日　海軍省廃止にともない、艦政本部も廃止される。

## 歴代艦政本部長
海軍省艦政局長
- 伊藤雋吉 少将：明治19年1月29日 - 明治22年3月8日

海軍省第二局長
- （心得）柴山矢八 大佐：明治22年3月8日 - 5月16日
- 伊藤雋吉 少将：明治22年5月17日 - 明治23年5月21日
- 相浦紀道 少将：明治23年5月23日 -
- 福島敬典 少将：明治25年12月12日 - 明治26年5月20日

海軍艦政本部長
- 角田秀松 中将：明治33年5月20日 -
- 有馬新一 中将（就任時は少将）：明治34年7月3日 - ＊後に教育本部長と兼任
- （兼）斎藤実 中将（就任時は少将）：明治38年1月7日 - ＊本務は海軍次官
- （兼）伊集院五郎 中将：明治39年1月9日 - ＊本務は軍令部次長
- 片岡七郎 中将：明治39年11月22日 - 明治41年8月28日
- 松本和 中将（就任時は少将）：明治41年8月28日 - 大正2年12月1日
- 伊地知季珍 中将：大正2年12月1日 - 大正3年5月29日
- 村上格一 中将：大正3年5月29日 - 大正4年10月1日

＊「艦政部」と「海軍技術本部」に分割
海軍艦政部長
- 中野直枝 少将：大正4年10月1日 - 大正5年4月1日

海軍省艦政局長
- 中野直枝 少将：大正5年4月1日 -
- 岡田啓介 中将：大正7年10月8日 - 大正9年10月1日

海軍技術本部長
- 村上格一 中将：大正4年10月1日 - 1915年12月13日
- 栃内曽次郎 中将：大正4年12月13日 -
- 欠：大正6年9月1日 -
- 伊藤乙次郎 中将：大正6年12月12日- 大正9年10月1日

＊艦政局と技術本部を再統合
海軍艦政本部長
- 岡田啓介 中将：大正9年10月1日 -
- 安保清種 中将：大正12年5月25日 -
- 吉川安平 中将：大正13年6月11日 -
- 山梨勝之進 中将：大正15年12月10日 -
- （扱）山梨勝之進 中将：昭和3年12月10日 -
- 小林躋造 中将：昭和4年2月1日 -
- 藤田尚徳 中将：昭和5年6月10日 -
- 杉政人 中将（機関科出身）：昭和7年6月1日 -
- （兼）中村良三 大将：昭和9年5月10日 - ＊本務は軍事参議官
- 百武源吾 中将：昭和11年3月16日 -
- 上田宗重 中将（機関科出身）：昭和11年12月1日 -
- 塩沢幸一 中将：昭和14年1月27日 -
- （兼）豊田貞次郎 中将：昭和14年8月30日 - ＊本務は航空本部長
- 豊田副武 中将：昭和14年10月21日 -
- 岩村清一 中将：昭和16年9月18日 -
- 杉山六蔵 中将：昭和18年4月15日 - ＊本務は艦政本部長で電波本部長を兼務
- （兼）井上成美 中将：昭和19年11月4日 - ＊本務は海軍次官
- 渋谷隆太郎 中将（機関科出身）：昭和19年11月18日 - 昭和20年11月1日

## その他
- 第二次世界大戦直後、連合国軍最高司令官総司令部（GHQ）の指示により行われた保有貴金属の調査では、海軍艦政本部の管理においてプラチナ（技術研究所に約68キロ）、銀（大阪の倉庫に248トン、横須賀海軍工廠に約50トン、沼津海軍工廠に569キロ、企業に渡してある分として赤羽製作所に約13トン、日本化鉄に約8トン、杉田商店に3.5トン）を保有していたことが明らかにされている[5]。